# Denys Amiel
Denys Amiel (* 5. Oktober 1884 in Villegailhenc; † 8. Februar 1977 in La Gaude) war ein französischer Schriftsteller und Dramatiker.

## Leben und Werk
Amiel studierte Rechtswissenschaft an der Sorbonne. Er war zuerst Sekretär des Dramatikers Henry Bataille. Ab 1920 trat er mit eigenen Theaterstücken hervor, insgesamt 40. Sein größter Erfolg war gleich das erste, zusammen mit André Obey verfasste Stück, La souriante Madame Beudet, das von der Académie française mit einem Preis ausgezeichnet, von der Comédie-Française übernommen und 1923 von Germaine Dulac verfilmt wurde (deutscher Titel: Madame Beudets sonniges Lächeln). Seine gesammelten Bühnenwerke füllen 12 Bände (Verlag Albin Michel). Ins Deutsche übersetzt wurden auch: Engrenage - Monsieur et Madame Un Tel (1928, deutsch: Herr und Frau So und So), Trois et une (1932), verfilmt 1942 unter dem Titel Romance à trois, deutsch: Wem gehört Huguette? (1948, Übersetzer: Paul Mochmann, 1887–1956), und Famille (1937), deutsch: Familie (1938).
Die Kritik charakterisierte Amiels Theater als das des Unausgesprochenen. Die viel redenden Protagonisten verbergen hinter ihren Worten, was sie wirklich denken. Generationenkonflikt, Wunsch der Frau nach Unabhängigkeit oder Eltern-Kind-Beziehung in der Familie gehören zu Amiels Repertoire.
In La Gaude, wo er im Alter von 92 Jahren starb, trägt der Chemin Denys Amiel seinen Namen.